# Слеме (Локве)
45°21′04″ пн. ш. 14°45′10″ сх. д. / 45.351° пн. ш. 14.7529° сх. д.
Слеме (хорв. Sleme) — населений пункт у Хорватії, в Приморсько-Горанській жупанії у складі громади Локве.

## Населення
Населення за даними перепису 2011 року становило 104 осіб.
Динаміка чисельності населення поселення:

## Клімат
Середня річна температура становить 7,14 °C, середня максимальна – 20,37 °C, а середня мінімальна – -6,80 °C. Середня річна кількість опадів – 1530 мм.
| Клімат поселення                              | Клімат поселення | Клімат поселення | Клімат поселення | Клімат поселення | Клімат поселення | Клімат поселення | Клімат поселення | Клімат поселення | Клімат поселення | Клімат поселення | Клімат поселення | Клімат поселення | Клімат поселення |
| Показник                                      | Січ.             | Лют.             | Бер.             | Квіт.            | Трав.            | Черв.            | Лип.             | Серп.            | Вер.             | Жовт.            | Лист.            | Груд.            |                  |
| Середній максимум, °C                         | 3,92             | 4,56             | 7,20             | 11,04            | 15,84            | 19,60            | 20,37            | 20,11            | 16,49            | 12,30            | 7,20             | 3,03             |                  |
| Середня температура, °C                       | −1,44            | −0,81            | 1,84             | 5,68             | 10,47            | 14,23            | 16,40            | 16,15            | 12,52            | 8,32             | 3,22             | −0,94            |                  |
| Середній мінімум, °C                          | −6,8             | −6,18            | −3,51            | 0,31             | 5,11             | 8,87             | 12,42            | 12,17            | 8,54             | 4,35             | −0,76            | −4,9             |                  |
| Норма опадів, мм                              | 99               | 99               | 116              | 131              | 113              | 133              | 97               | 116              | 138              | 169              | 181              | 138              |                  |
| Середньомісячна швидкість вітру, м/с          | 2.99             | 3.14             | 3.25             | 3.02             | 2.81             | 2.66             | 2.51             | 2.58             | 2.65             | 2.92             | 3.20             | 3.22             |                  |
| Середньомісячна сонячна радіація, кДж/м²·день | 4297             | 7111             | 10291            | 14578            | 18756            | 20272            | 21729            | 18301            | 13584            | 8861             | 4664             | 3578             |                  |
| --------------------------------------------- | ---------------- | ---------------- | ---------------- | ---------------- | ---------------- | ---------------- | ---------------- | ---------------- | ---------------- | ---------------- | ---------------- | ---------------- | ---------------- |
| Джерело:                                      |                  |                  |                  |                  |                  |                  |                  |                  |                  |                  |                  |                  |                  |